# Melionyx
Melionyx és un gènere d'ocells de la família dels melifàgids (Meliphagidae ).

## Taxonomia
Segons la Classificació del Congrés Ornitològic Internacional (versió 10.2, 2020) aquest gènere està format per tres espècies:
- Melionyx fuscus - menjamel fuliginós.
- Melionyx nouhuysi - menjamel barbacurt.
- Melionyx princeps - menjamel barballarg.